# Vineam Domini
 (juin 2015).
Si vous disposez d'ouvrages ou d'articles de référence ou si vous connaissez des sites web de qualité traitant du thème abordé ici, merci de compléter l'article en donnant les références utiles à sa vérifiabilité et en les liant à la section « Notes et références ».
Vineam Domini est le titre de la bulle pontificale publiée par Clément XI contre les jansénistes le 16 juillet 1705. Elle a pour principal  objet la condamnation de la Casuistique (en Théologie morale).

## Contexte historique
Son origine vient d'un prêtre janséniste, sans doute confesseur d'un ecclésiastique qui allait mourir et qui, posa sept questions aux docteurs de la Sorbonne en leur demandant de trancher. Les plus importantes de ces questions étaient de savoir si l'absolution pouvait être accordée à un ecclésiastique qui reconnaissait rejeter, dans le sens de l'Église, les cinq propositions condamnées comme jansénistes par Innocent XII, mais qui, puisqu'il ne lui était pas évident qu'elles étaient vraiment contenues dans l'Augustinus de Jansénius, pensait qu'il lui suffisait d'observer un « silence respectueux » concernant cette question de fait et, avec cette restriction, avait signé le formulaire prescrit par Alexandre VII.
Quarante docteurs de Sorbonne, parmi lesquels Ellies du Pin, Petitpied, Bourret, Sarrasin et Natalis Alexander, décidèrent que l'absolution ne pouvait pas être refusée, puisque le cas n'était ni nouveau, ni extraordinaire et puisque l'opinion du pénitent n'avait pas été condamnée par l'Église.
En effet, les religieuses de Port-Royal des Champs avaient été confrontées au même problème au milieu du XVIIe siècle. Une partie d'entre elles avait signé le Formulaire en faisant cette restriction mentale.

Bien que la décision eût été rendue secrètement le 20 juillet 1701, les jansénistes publièrent le cas en juillet 1702, avec les signatures des quarante docteurs de Sorbonne : « Cas de conscience par un confesseur de Province... résolu par plusieurs docteurs de la Faculté de Théologie de Paris. Lettre de M. ... Chanoine de B. à M.T.D.A. » Elle devait être réimprimée dans la Collectio judiciorum III (Paris, 1736), 413-7 de Du Plessis. Comme auteurs probables du Cas de la conscience on cite : Eustache, confesseur de Port-Royal (Ste-Beuve, Port-Royal, VI, 169), Fréhel, curé de Notre-Dame-du-Port, à Clermont (Le Roy, loc. cit. infra, 98), Du Pin (Guarnacci, Vitae et res gestae pontif. E card., II, cap. xi), Petitpied, Alquebille Perrier et d'autres. Quel que soit son auteur, Roulland, docteur en Sorbonne, la publia et le Cardinal de Noailles qui connaissait son existence avant sa publication promit, dit-on, sa propre signature. Sa parution causa une grande agitation parmi les catholiques de France, car la solution du cas était conforme à la doctrine janséniste, soutenant que le pape n'avait pas le pouvoir de décider en doctrine sur une question de fait, c'est-à-dire si un certain livre contenait ou non des erreurs contre la foi chrétienne. Cette position fut condamnée par Clément XI dans son bref Cum nuper, daté du 12 février 1703.
Le pape conseilla en même temps à Louis XIV et à l'archevêque de Paris, de prendre des mesures énergiques contre tous les récalcitrants. En dépit du bannissement de cinq docteurs de Sorbonne qui avaient refusé de se soumettre, la controverse continua et Louis XIV, secondé par le roi d'Espagne Philippe V, demanda au pape de publier une Constitution condamnant ce « silence respectueux ». Comme Louis XIV exigeait que la Constitution ne contînt aucune expression contraire aux Libertés Gallicanes, la publication fut un peu retardée et finalement, après que le contenu en eut été communiqué au roi, la Constitution Vineam Domini Sabaoth parut à Rome le 16 juillet 1705.

## La position du Saint-Siège

### Confirmation de la Doctrine
Cette Constitution commence par une confirmation des trois bulles - Cum occasione (Innocent X), Ad Sacram et Regiminis Apostolici (Alexandre VII) - qui avaient été auparavant publiées contre le jansénisme et elle reprend leur texte entier. Suit une défense de Clément IX et d'Innocent XII contre les calomnies et les interprétations erronées des Jansénistes. À cela s'ajoute une réprimande sévère contre ceux qui, par ce qu'ils appellent le silence respectueux, font semblant d'obéir aux Constitutions Apostoliques pendant qu'en réalité ils trompent l'Église et le Saint-Siège. La Constitution se termine sur la déclaration solennelle qu'un silence respectueux n'est en aucune façon suffisant, "obsequioso illo silentio nequaquam satisfieri", que tous les fidèles sont obligés de rejeter et de condamner comme hérétique, non seulement avec leur bouche, mais aussi avec leur cœur, le sens qui a été condamné dans les cinq propositions du livre de Jansénius et qui sont le sens naturel de leurs mots. « Damnatum in quinque praefatis propositionibus Jansenii libri sensum, quem illarum verba prae se ferunt, ut praefertur, ab omnibus Christi fidelibus ut haereticum, non ore solum, sed et corde rejici ac damnari debere. » Par cette déclaration et cette définition portant sur les cinq propositions ci-dessus (Trad. partielle: Nous n'entendons pas cependant approuver de quelque manière d'autres opinions qui sont contenues dans le livre susdit de (Cornelius) Jansen ...)

### L'effet en France
La Constitution arriva en France pendant que l'Assemblée du Clergé français tenait séance. Elle fut acceptée par l'Assemblée le 21 août 1705, mais non sans qu'on l'eût accompagnée de cette déclaration que « les constitutions papales ne sont contraignantes pour l'Église entière que dans la mesure où elles ont été acceptées par les évêques », montrant ainsi que la Constitution ne recevait sa force que par cette acceptation. Le 31 août, la Constitution fut faite loi d'État et acceptée par tous les évêques français à l'exception de Percin de Montgaillard, évêque de Saint-Pons, qui publia un mandement pour défendre le « silence respectueux ». Ce mandement fut condamné par Clément XI le 18 janvier 1710 et l'évêque finalement se soumit dans une longue lettre au pape le 28 février 1713. La Sorbonne accepta la bulle le 1er septembre 1705. Les religieuses de Port-Royal refusèrent de l'accepter sans certaines restrictions et, en conséquence, le roi obtint du pape la permission de sévir contre leur monastère.

### La réplique papale
Le 31 août 1706, Clément XI adressa un bref au cardinal de Noailles et un autre à Louis XIV, dans lesquels il reprochait de façon cinglante aux évêques français d'« usurper la plénitude de pouvoir que Dieu a donnée exclusivement à la Chaire de Saint-Pierre » et il demandait qu'ils abjurassent la déclaration scandaleuse qu'ils avaient ajoutée à sa Constitution Vineam Domini.

## La décision gallicane
Après divers atermoiements le cardinal de Noailles consentit, comme président de l'Assemblée, à signer, le 29 juin 1711, un document établi par le pape et où il était expressément déclaré que l'acceptation des évêques n'était pas nécessaire pour donner aux constitutions du pape leur force contraignante.

## Source
- Le présent article est une traduction de l'article « Vineam Domini » dans la Catholic Encyclopedia (domaine public)